# Placka (odznak)

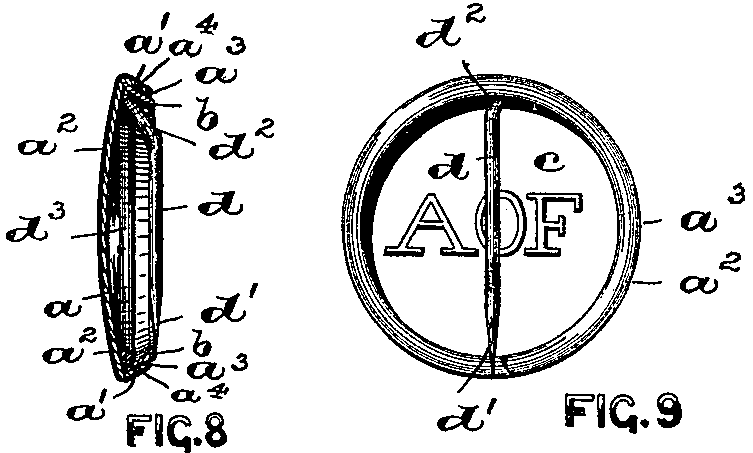
Placka jako špendlík nebo knoflík (americký patent z roku 1896)

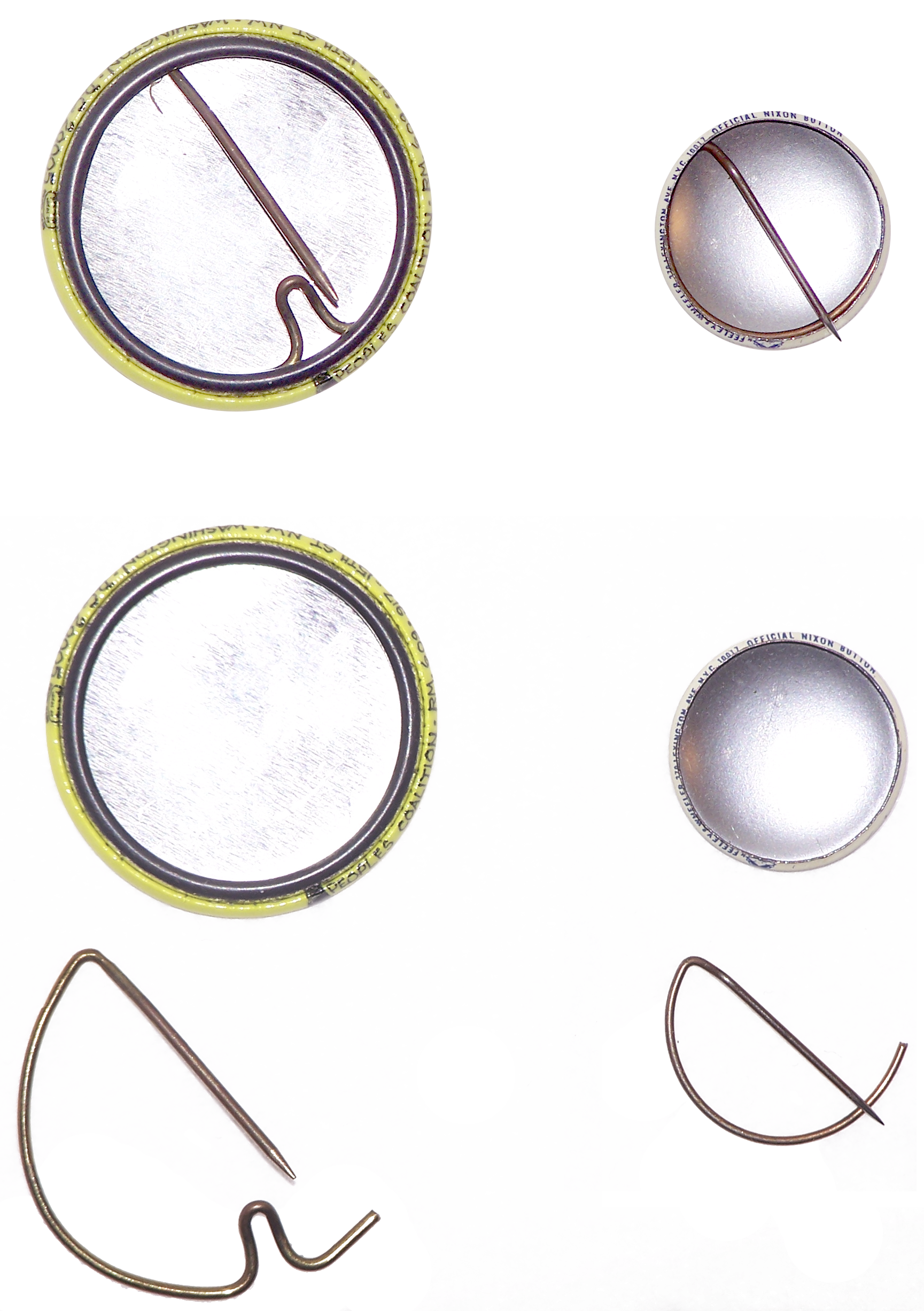
Dvě sestavené placky (nahoře) a rozebrané (dole) s dvojím drátěným špendlíkem

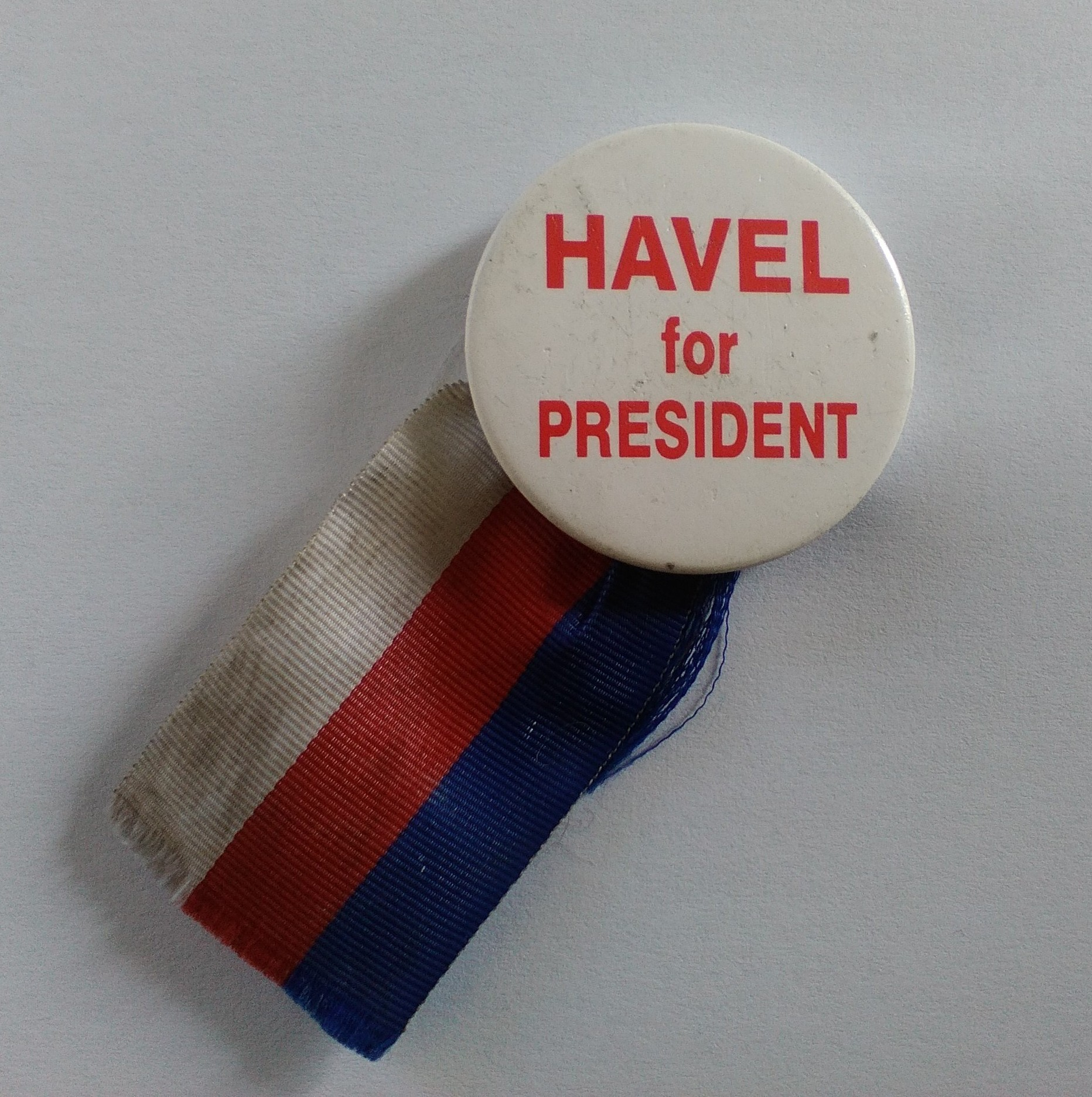
Placka z prosince 1989, asi první v ČSR

Reklamní placka nebo placka se spínacím špendlíkem, slangově „placka se sichrhajskou“ je předmět kruhového tvaru (jsou i atypické tvary jako čtverce, obdélníky, ovály, srdíčka a jiné) obvykle kovový nebo plastový, ze zadní strany opatřený svíracím špendlíkem, kterým ji lze připevnit na oděv, případně tašku. Je to jeden z předmětů, který má sběratelskou hodnotu, v Čechách však sběratelská komunita prozatím není příliš aktivní. Důvodem je pravděpodobně režim před rokem 1989, kdy tyto předměty, výrobou zejména z USA, nebylo možné dovážet.

## Historie
První klasické kovové placky se špendlíkem byly vyrobeny v USA společností Whitehead & Hoag, 21. července 1896 v New Jersey, původně jako levná alternativa k medailonkům, přívěškům a odznakům, jejichž výroba byla nákladnější. Společnost začínala výrobu s nášivkami přišívanými na bundy, především u armády k určení hodnosti a identifikaci personálu. Plechová obroučka (límec) byla nasazena zezadu tak, aby držela výstřižek látky pevně napnutý přes přední stranu odznaku. Skautské organizace byly z odznaků tak nadšené, že je začaly používat pro své členy k označení hodnosti a příslušnosti k oddílu. V průběhu let se dále objevily různé typy odznaků a staly se velmi žádaným předmětem u sběratelů, stejně jako poštovní známky.
Původní placky o průměru zhruba 25 mm, byly v podstatě trochu vylepšený oděvní knoflík, a také se vyráběly podobně. Proto se dodnes v anglicky mluvících zemích nazývají button-badges (knoflíkové odznaky) nebo pins (špendlíky). V USA jsou jednoduše nazývány buttons (knoflíky).
V roce 1869 John Wesley Hyatt vynalezl celuloid, což je odolný termoplastický materiál, který je dost pevný, aby se dal mechanicky vyrážet. Přesto až v roce 1896 společnost Whitehead & Hoag vylepšila své látkové odznaky výměnou látky za celuloid, a tak vznikly první placky, jak je známe dnes. Tenká celuloidová fólie mohla být použita k pokrytí papíru, a získání matného vzhledu. A to bez zvýšení nákladů a požadavků na pracovní dovednosti personálu, potřebných při práci s papírem či celuloidem. Také to znamenalo menší spotřebu kovu při výrobě placek, a dále zde již nebyla potřeba pájení nebo šroubování. Jednoduchý mechanický lis byl použit ke stlačení plechu, papíru a celuloidu dohromady. Kovový kruh byl poté připevněn k zadní části placky, aby ji držel pohromadě, opět jednoduchým vlisováním. Nakonec byl na zadní stranu placky připevněn spínací špendlík tak, aby mohla být připíchnuta na oděv.
Dnešní výrobci vyrábějí placky stejným způsobem, ale z lehce odlišných materiálů a s bezpečnějším uzavíráním. Předtím byly kovové smaltované placky jediným dostupným druhem placek. Smaltované odznaky připevňované na klopu kabátu byly extrémně populární, jakkoliv byly drahé. Nový druh placek byl docela populární druh reklamního zboží, kterého bylo v průběhu prvního roku vyrobeno přes milion kusů.
Zpočátku byly placky používány k propagaci sportovců, herců a politiků. Dávaly se jako reklamní dárek při koupi krabičky cigaret. Také byly rozdávány v Anglii během Búrské války k propagaci politických sdělení jako „Anglie očekává od každého muže, že splní svou povinnost“‘. Jedny z prvních placek, které se objevily ve Velké Británii, byly vytvořeny k oslavám diamantového jubilea královny Viktorie v roce 1897. Bylo možné je levně vyrobit, levně koupit a byl to vynikající suvenýr pro takto velkou událost.
Dnešní popularita placek se datuje zpětně k šedesátým a sedmdesátým létům dvacátého století, kdy byly používány studenty, hippies a hudebníky jako symbol protestu. John Lennon placky miloval, a od té doby je prostě cool nosit placky.
Ale teprve příchod Sex Pistols a punku v roce 1976 udělal z placek nezbytnou součást módního sebevyjádření. V další dekádě lidé po celém světě projevovali svou náklonnost kapelám, hudbě, kultu mládí nebo čemukoliv jinému nošením jedné nebo více placek. Navzdory poklesu jejich popularity od té doby, placky jsou stále oblíbené, a zcela jistě jsou jedním z nejoblíbenějších propagačních předmětů na trhu.